# Светлое (Приозерский район)
Светлое (до 1947 года Валкеаматка, фин. Valkeamatka) — деревня в Красноозёрном сельском поселении Приозерского района Ленинградской области.

## Название
Топоним Валкеаматка в дословном переводе означает Светлый путь.
Решением исполкома Пяйвильского сельсовета от 11 июля 1947 года деревне Валкеаматка было присвоено наименование Большая Гора. Спустя некоторое время деревня получила переводное наименование Светлая, которое в форме среднего рода — Светлое было закреплено указом Президиума ВС РСФСР от 13 января 1949 года.

## История

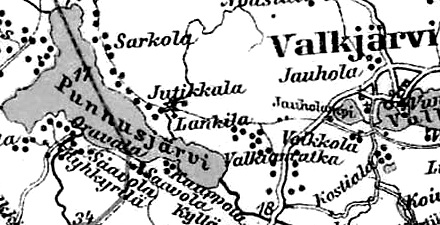
Деревня Валкеаматка на карте 1923 года

До 1939 года деревня Валкеаматка входила в состав волости Валкъярви Выборгской губернии Финляндской республики.
С мая 1940 года — в составе Пяйвильского сельсовета Раутовского района Ленинградской области.
С 1 июля 1941 года по 31 мая 1944 года финская оккупация.
С октября 1948 года, в составе Коробицинского сельсовета Сосновского района.
С января 1949 года деревня стала учитываться, как Светлое. В ходе укрупнения хозяйства к деревне присоединили также соседнее селение Ламминпяа.
С июня 1954 года, в составе Мичуринского сельсовета.
В 1958 году население деревни составляло 299 человек.
С декабря 1960 года вновь в составе Коробицинского сельсовета Рощинского района. 
С 1 февраля 1963 года — в составе Выборгского района.
С 1 января 1965 года — в составе Приозерского района. 
По данным 1966 года деревня Светлое также входила в состав Коробицинского сельсовета.
По данным 1973 и 1990 годов деревня Светлое вновь входила в состав Мичуринского сельсовета.
В 1996 году близ деревни была основана радиоастрономическая обсерватория «Светлое».
В 1997 году в деревне Светлое Красноозёрной волости проживали 137 человек, в 2002 году — 146 человек (русские — 90 %).
В 2007 году в деревне Светлое Красноозёрного СП проживали 99 человек, в 2010 году — 127 человек.

## География
Деревня расположена в юго-западной части района на автодороге 41К-017 (Пески — Подгорье).
Расстояние до административного центра поселения — 25 км.
Расстояние до ближайшей железнодорожной станции Сосново — 30 км.
Деревня находится на юго-восточном берегу Красного озера.

## Демография
| 2007 | 2010 | 2017 |
| ---- | ---- | ---- |
| 99   | ↗127 | ↘125 |

## Улицы
Береговая, Брусничная, Весёлая, Вишнёвая, Дачная, Дорожная, Звёздная, Карьерная, Курортная, Лесная, Мира, Новая, Озёрная, Полевая, Просёлочная, Садовая, Сиреневая, Сливовая, Солнечная, Строителей, Тихая, Центральная.

## Садоводства
Золотая долина, Красное озеро, Красное озеро-1.